# Piz Scalottas

Piz Scalottas, historisches Luftbild von Werner Friedli (1955)

Der Piz Scalottas (2323 m) ist ein Berg auf der Lenzerheide im Kanton Graubünden in der Schweiz. Er liegt auf der Grenze der Gemeinden Scharans und Vaz/Obervaz.

## Erschliessung
Der Piz Scalottas stand in den 1980er-Jahren im Mittelpunkt der Ski-Schweizermeisterschaften. Auf der FIS-Strecke wurden ab 1995 regelmässig Damen-Skiweltcup-Abfahrten und Super-G veranstaltet. Der besonders steil abfallende Start am Piz Scalottas und die topografisch anspruchsvolle Streckenführung forderte von den Skirennsportlern einiges ab. Der internationale Skiverband teilte 2001 mit, dass die Strecke nicht mehr den Anforderungen an eine moderne Weltcupstrecke genüge, was zum Bau der Strecke Silvano Beltrametti vom Rothorn nach Parpan führte.
Der Berg ist von mehreren Seiten hervorragend durch Wanderwege (Grad T2) erschlossen. Von Lenzerheide / Val Sporz aus führt zudem eine 3er-Sesselbahn der Lenzerheide Bergbahnen zur Zwischenstation Tgantieni (1750 m) mit den Gastrobetrieben Bergrestaurant Acla Grischuna und Hotel / Restaurant Tgantieni. Von da gelangt man mit einer weiteren Sesselbahn in 8 Fahrminuten zum Berggasthaus Piz Scalottas mit Panoramasicht auf die Lenzerheide, das Oberhalbstein, den Heinzenberg, das Domleschg und Teile der Surselva.
Aufgrund der topografisch idealen Lage steht auf dem Piz Scalottas eine Mobilfunk-Sendeanlage (GSM) mit sehr kleiner Gesamtleistung.